# Ringling
Ringling és una població dels Estats Units a l'estat d'Oklahoma. Segons el cens del 2000 tenia 1.135 habitants.

## Demografia
Segons el cens del 2000, Ringling tenia 1.135 habitants, 469 habitatges, i 297 famílies. La densitat de població era de 569,1 habitants per km².
Dels 469 habitatges en un 29,4% hi vivien nens de menys de 18 anys, en un 49,3% hi vivien parelles casades, en un 10% dones solteres, i en un 36,5% no eren unitats familiars. En el 34,5% dels habitatges hi vivien persones soles el 19,4% de les quals corresponia a persones de 65 anys o més que vivien soles. El nombre mitjà de persones vivint en cada habitatge era de 2,33 i el nombre mitjà de persones que vivien en cada família era de 2,99.
Per edats la població es repartia de la següent manera: un 25,6% tenia menys de 18 anys, un 7,3% entre 18 i 24, un 24,1% entre 25 i 44, un 21,3% de 45 a 60 i un 21,7% 65 anys o més.
L'edat mediana era de 38 anys. Per cada 100 dones de 18 o més anys hi havia 83,9 homes.
La renda mediana per habitatge era de 19.674 $ i la renda mediana per família de 29.219 $. Els homes tenien una renda mediana de 28.333 $ mentre que les dones 14.063 $. La renda per capita de la població era de 13.003 $. Entorn del 18,8% de les famílies i el 24% de la població estaven per davall del llindar de pobresa.

## Poblacions més properes
El següent diagrama mostra les poblacions més properes.